# 15214 Duart
15214 Duart è un asteroide della fascia principale. Scoperto nel 1981, presenta un'orbita caratterizzata da un semiasse maggiore pari a 2,780519 UA e da un'eccentricità di 0,143858, inclinata di 6,256827° rispetto all'eclittica. Ha un diametro di 8,584 km.
Prende il nome dal castello di Duart, localizzato in Scozia sull'isola di Mull.